# مرگ عجیب اروپا
مرگ عجیب اروپا: مهاجرت، هویت، اسلام کتابی است که در سال ۲۰۱۷ توسط روزنامه‌نگار و مفسر سیاسی بریتانیایی، داگلاس ماری، نوشته شده است. این کتاب در ماه مه ۲۰۱۷ در بریتانیا و در ژوئن ۲۰۱۷ در ایالات متحده منتشر شد.
عنوان کتاب از اثر کلاسیک تاریخ سیاسی جورج دنجرفیلد، مرگ عجیب انگلستان لیبرال، منتشر شده در سال ۱۹۳۵، الهام گرفته شده است.

## نظریه
ماری معتقد است که تمدن اروپایی به شکلی که در طول تاریخ وجود داشته، دوام نخواهد آورد. او دو عامل را در توضیح این موضوع بررسی می‌کند: عامل اول ترکیبی از مهاجرت انبوه مردمان جدید به اروپا به همراه نرخ پایین زاد و ولد در بین اروپاییان است؛ عامل دوم چیزی است که ماری آن را «این واقعیت که… همزمان اروپا ایمان خود را به باورها، سنت‌ها و مشروعیت خود از دست داد» توصیف می‌کند.

## بازخوردها
«مرگ عجیب اروپا» با واکنش‌های متفاوتی از سوی منتقدان و مفسران مواجه شد. مایکل برندن دوگرتی در نشریه نشنال ریویو، آن را تحسین کرد و نوشت: «این کتاب با گزارش‌های واقعی از سراسر قاره و کیفیت نگارشی که همزمان هم سرزنده و هم سوگوارانه است، آگاهانه نوشته شده است. ماری همچنین دارای ذهنیتی واقعاً لیبرال است؛ به این معنا که او از قدرت تابوهایی که بر مسئله اروپا تأثیر می‌گذارند، آزاد است، اما حتی کوچک‌ترین نشانه‌ای از واپس‌گرایی یا بدخواهی در او دیده نمی‌شود.» راد لیدل از روزنامه ساندی تایمز این کتاب را «کتابی درخشان، مهم و عمیقاً افسرده‌کننده» توصیف کرد. در روزنامه دیلی تلگراف، جولیت ساموئل کتاب ماری را با این جمله خلاصه کرد: «نظریه کلی او، مبنی بر اینکه اروپای خسته و تحت تأثیر احساس گناه، با پذیرش مهاجرت در این مقیاس، به ارزش‌های مدرن و گرانبهای خود بازی خطرناکی می‌کند، سخت قابل رد کردن است.» جان اوسالیوان، مفسر سیاسی محافظه‌کار، در نقد خود نتیجه گرفت که «اروپا به سمت اورابیا در حرکت است». از دیگر مفسران و نویسندگانی که دربارهٔ این کتاب نظر مثبتی داشتند می‌توان به راجر اسکروتون و نیک کوهن اشاره کرد.
در نقد و بررسی‌های منفی کتاب، گبی هینسلیف، روزنامه‌نگار سیاسی، در گاردین، کتاب «مرگ عجیب» را «بیگانه‌هراسیِ اشرافی‌شده» توصیف کرد و «فصل پشت فصل به همان موضوعات تکراری می‌پردازد: مهاجرانی که تجاوز، قتل و ترور می‌کنند؛ ستایش‌هایی از مسیحیت؛ مباحث طولانی دربارهٔ اینکه چگونه اروپا به‌خاطر 'فرسودگی از تاریخ' و احساس گناه استعماری، توان مقابله با یک نبرد دیگر را ندارد و بنابراین به مهاجمانی که با اطمینان کامل به باورهای خود می‌آیند، اجازه ورود می‌دهد.». او همچنین اشاره کرد که ماری تعریف روشنی از فرهنگ اروپایی که ادعا می‌کند در معرض تهدید است، ارائه نمی‌دهد. نقد پانکاج میشرا در نیویورک تایمز، این کتاب را «خلاصه‌ای دم‌دستی از کلیشه‌های جناح راست افراطی» توصیف کرد. مرتضی حسین در «اینترسپت»، لحن «به‌طور بی‌وقفه پارانوئید» آثار موری را مورد انتقاد قرار داد و گفت که ادعاهای مربوط به جرم و جنایت گسترده توسط مهاجران «چنان محدودنگرانه است که به سطح تبلیغات می‌رسد.» او همچنین به جذابیت کتاب برای جناح راست افراطی اشاره کرد. ایان آلموند، استاد دانشگاه جورج تاون، در نشریه «میدل ایست آی» این کتاب را «جریانی به‌طرز شگفت‌آوری یک‌جانبه از آمارها، مصاحبه‌ها و مثال‌هاً توصیف کرد که نشان‌دهنده یک تصمیم آشکار برای تبدیل کتاب به یک ادعای بلاغی است مبنی بر اینکه اروپا محکوم به خودتخریبی است.».
یک بررسی آمیخته در مجله اکونومیست بیان کرد که این کتاب «به برخی حقایق ناخوشایند اشاره می‌کند»، اما «تصویری ناقص از اروپا امروز نشان می‌دهد.» علاوه بر این، اشاره شد که «کتاب می‌توانست از گزارش‌دهی بسیار بیشتری بهره‌مند شود» و ادعا شد که ماری اغلب «به ترس اجازه می‌دهد بر تحلیل غلبه کند» و «مستعد اغراق است.»